# Sestre Naše Gospe
Družba sestara Naše Gospe ili Sestre Naše Gospe su katolički ženski Crkveni red.
Osnovao ju je u Francuskoj Petar Fourier 1597. zajedno s bl. Majkom Alix le Clerc ppd imemom Kongregacija Naše Gospe – Kanonikinje svetog Augustina. Ova se redovnička družba posvetila siromašnim djevojčicama i djevojkama, učeći ih čitati, pisati, računati, crtati, pjevati i plesati, tumačeći im temelje kršćanskog nauka, čestitog života i kućne higijene. Pravila sv. Augustina nalaze se u temelju Konstitucija družbe. 
U Hrvata se Sestre Naše Gospe prvo javljaju u Subotici 1930. kao samostalna redovnička ustanova, a vodila ju je s. Marija Anunciata Kopunović uz pomoć biskupa Lajče Budanovića. Ondje su vodili odgojnu karizmu sestara Naše Gospe za hrvatske djevojčice. Političke okolnosti prije Drugoga svjetskog rata dovode ih do zaključka da bi upravu trebalo prenijeti u Hrvatsku, u Zagreb. Ususret im je izašao nadbiskup Alojzije Stepinac. 1941. je Kuća Matica iz Subotice prenesena u Zagreb. Nakon završetka rata sestre se radile u školama i odgojnim ustanovama. Uskoro im je komunistički režim onemogućio taj rad, pa su rad preusmjerile na crkvenu glazbu i odgojni rad u župama, gdje su radile u župnom vjeronauku, vodile crkvene zborove i župna domaćinstva, a u odgoju župljana usmjerile su se na cjeloviti odgoj osobe, od vrtića do visokoškolskih ustanova.
Svetci, blaženici i sluge Božji iz njihovih redova: sv. Petar Fourier, bl. Alix le Clerc, bl. Terezija Gerhardinger, Marija Terezija Franz i Marija Roza Anuncijata Kopunović.
Uprava Družbe sestara Naše Gospe - Zagreb, nalazi se u Primorskoj 20 u Zagrebu. Osim ovog samostana, Družba ima još 10 zajednica: Bukovačka 316, Zagreb; Župa sv. Blaža - Zagreb; Vlašićka 10 - Osijek; Trg E. Kvaternika 5 - Bjelovar; Župa Taborsko - Hum na Sutli; Braće Radića 1, Gunja; Živogošće, Gundulićeva 33 - Davor; Marije Bursać 38 - Subotica; Trg sv. Terezije 3 - Subotica. 

## Vanjske poveznice
- Mrežne stranice Družbe sestara Naše Gospe